# Aimo Heilmann
Aimo Heilmann (n. 22 octombrie 1974, Leipzig, RDG) este un înotător german, medaliat olimpic. A participat la o ediție a Jocurilor Olimpice (1996) în care a câștigat o medalie de bronz.

## Participări
Lista de mai jos prezintă principalele competiții la care a participat Aimo Heilmann de-a lungul carierei.
- swimming at the 1996 Summer Olympics – men's 4 × 200 metre freestyle relay[*]